# BNT 1
BNT 1 (БНТ 1) je veřejnoprávní televizní stanice, která byla založena v roce 1959. Vysílání zahájila 26. prosince téhož roku. Sídlo stanice se nachází v hlavním městě Bulharska, Sofii. Kanál BNT 1 provozuje Bulharská národní televize.

## Historie

### Historie
Poprvé zahájila vysílání v roce 1959, pod názvem Bulharská televize (bulharsky Българска телевизия, zkráceně BT bulharsky БТ) a v té době jediným dostupným kanálem. Prvním přímým přenosem bylo vysílání oslav na náměstí 9. září. Oficiální otevření Bulharské televize se uskutečnilo 26. prosince 1959 v bulharské Sofii.
V roce 1971 jsou rozhlas a televize v Bulharsku jsou rozděleny na národní televize a rozhlas, který je součástí struktury výkonné moci. V roce 1977 bulharská televize a rozhlas staly samostatnými právními subjekty.
Když v roce 1974 začal vysílat druhý veřejnoprávní kanál, byl přejmenován na První kanál bulharsky Първа програма, později na BT 1 bulharsky БТ 1.
V roce 1986 byla obě média znovu sjednocena.
V roce 1991 byli pro BT 1 a BT 2 zavedeny jednotlivé vizuální koncepce a následně byli přejmenovány na Kanál 1 bulharsky Канал 1 a Efir 2 bulharsky Ефир 2.
Od léta roku 2005 vysílá digitálně přes DVB-T. Dne 14. září 2008 byl Kanál 1 naposledy přejmenován, tentokrát na současný název BNT 1, ve snaze sjednotit všechny kanály BNT pod jeden banner.
BNT 1 se vysílá spolu s bTV Action a RING.BG sportovní utkání, jakým je Evropská liga UEFA. Spolu s kanálem TV7 je držitelem práv k vysílání bulharského fotbalového mistrovství. Spolu se sesterským kanálem BNT 2 a HD kanálem BNT HD je držitelem práv Mistrovství Evropy a olympijských her.